# Elisabetta Stefanini
Elisabetta Stefanini (Roma, 19 giugno 1983) è un'atleta paralimpica italiana ipovedente dalla nascita specializzata nella velocità.
Nel 2012 ha conquistato il titolo italiano per la categoria T12 nei 100 e nei 200 m piani, cui è seguita la partecipazione ai Giochi paralimpici di Londra, con la guida Massimo di Marcello, ma non ha raggiunto alcuna finale.

## Palmarès
| Anno | Manifestazione     | Sede   | Evento          | Risultato  | Prestazione | Note |
| ---- | ------------------ | ------ | --------------- | ---------- | ----------- | ---- |
| 2012 | Giochi paralimpici | Londra | 100 m piani T12 | Semifinale | 13"36       |      |
| 2012 | Giochi paralimpici | Londra | 200 m piani T12 | Batteria   | 27"14       |      |
| 2012 | Giochi paralimpici | Londra | 400 m piani T12 | Semifinale | 1'02"03     |      |